# سلسلة غذائية

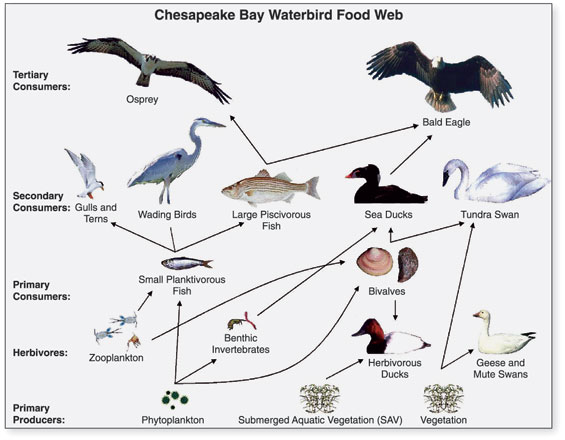
سلسلة غذائية

تنتقل الطاقة الغذائية من كائن حي لآخر عبر سلسلة من الأحداث تسمى السلسلة الغذائية ، تستطيع النباتات تجميع الطاقة الشمسية وتستخدمها كوقود لنموّها فيما يعبّر عنه بالتركيب الضوئي، ولأنها تستطيع إمداد الوقود بنفسها لتنمو.
لاتحتاج النباتات إلى مواد عضوية بل تقوم بإنتاجها، وفي المروج والحقول فإن الأعشاب هي المنتجة، وفي الغابات الأشجار هي النباتات المنتجة الرئيسية، الطحالب تقوم بعملية التركيب الضوئي ولذا فهي أيضاً منتجة .
لا تستطيع الكثير من الكائنات الحية إنتاج غذائها بنفسها لذا فإنها تأكل النباتات والحيوانات والكائنات الحية الأخرى. وتلك الكائنات التي تأكل كائنات حية أخرى تسمى بالمستهلكة، والسلسلة الغذائية قد تحتوي على أكثر من مستهلك واحد، على سبيل المثال، في سلسلة غذائية يأكل الأرنب فيها الأعشاب وتأكل البومة الأرنب، فإن كلاً من الأرانب والبومة مستهلكين ويعتبر الأرنب مستهلك 1 أما البومة فهي مستهلك 2.
بعض السلاسل الغذائية هناك مستهلكين يأكلون فقط أجسام الكائنات الميتة، وتدعى هذه الكائنات الحية الكاسحة (الماسحة)، وبعد أن تأكل الكائنات الحية الماسحة أجسام الكائنات الميتة يأتي دور المحللات وهي كائنات حية صغيرة، المحللات ومنها البكتيريا والجراثيم والعفن تفكك انسجة أجسام الكائنات الميتة.